# Santa Amalia
Santa Amalia es un municipio español, perteneciente a la provincia de Badajoz (comunidad autónoma de Extremadura). Su superficie es de 73,6 km² Pertenece a la comarca de Vegas Altas y al partido judicial de Don Benito.

## Situación
Integrado en la comarca de Vegas Altas de la provincia de Badajoz, se sitúa a 100 kilómetros de la capital provincial. El término municipal está atravesado por la Autovía del Suroeste en el pK 311 y por la carretera N-430. 
El relieve está caracterizado por la vega del río Guadiana, entre el río Búrdalo y el arroyo Cagánchez. La altitud del municipio oscila entre los 390 y los 230 metros, encontrándose el núcleo urbano a 253 metros sobre el nivel del mar. 
| Noroeste: Arroyomolinos (Cáceres) y Don Benito (exclave) | Norte: Don Benito (exclave) | Noreste: Miajadas (Cáceres) y Don Benito |
| Oeste: Arroyomolinos (Cáceres) y Mérida                  |                             | Este: Don Benito                         |
| Suroeste: Guareña                                        | Sur: Medellín               | Sureste: Medellín                        |

## Demografía
Santa Amalia cuenta con una población de 3920 habitantes (INE 2024).
| Gráfica de evolución demográfica de Santa Amalia entre 1842 y 2021                                                    |
| |
| Población de derecho según los censos de población del INE. Población de hecho según los censos de población del INE. |

## Símbolos
- La bandera de Santa Amalia tiene la siguiente descripción:

Bandera rectangular, compuesta por tres franjas horizontales, roja, blanca y verde, la franja central es de doble anchura que las otras dos, con el escudo municipal en al centro.  

## Patrimonio histórico-artístico
- Iglesia parroquial

Iglesia del siglo XIX declarada bien de interés cultural en 2014.

## Fiestas
- Carnavales: febrero.
- Feria de Abril: abril.
- Romería de San Isidro: 15 de mayo.
- Feria "La Velada": 9,10 y 11 de julio, el 10 día de Santa Amalia, patrona del municipio.
- Semana Cultural y del Emigrante: del 1 al 15 de agosto.
- Día de Extremadura: 8 de septiembre.